# Hickelia
Hickelia is een geslacht uit de grassenfamilie (Poaceae). 